# Prospalta topsenti
Prospalta topsenti là một loài bướm đêm trong họ Noctuidae.